# إيفز غونزاليس
إيفز غونزاليس (بالبرتغالية: Ives González‏) هو لاعب كرة الماء برازيلي، ولد في 12 أكتوبر 1980 في مدينة سينفويغوس في كوبا.

## روابط خارجية
- إيفز غونزاليس على موقع الاتحاد الدولي للسباحة (الإنجليزية)
- إيفز غونزاليس على موقع أوليمبيديا (الإنجليزية)
- إيفز غونزاليس على موقع اللجنة الأولمبية البرازيلية (البرتغالية)